# Josefine Oschmalz
Josefine Oschmalz (* 19. November 1916 in Sankt Georgen am Längsee, Kärnten; † 10. Mai 2004 in Moosburg, Kärnten) war eine österreichische Politikerin (SPÖ).

## Leben
Josefine Oschmalz, die in Gösseling, einer Katastralgemeinde von Sankt Georgen geboren wurde, besuchte bis 1932 die Volks- und Hauptschule in Sankt Veit an der Glan. Zunächst arbeitete sie bis 1938 als Haushaltsgehilfin, ehe sie bis 1940 als Hilfsarbeiterin in einer Textilfabrik Arbeit fand. 1940 schließlich wurde sie Vertragsbedienstete bei der in Klagenfurt am Wörthersee befindlichen Kärntner Post- und Telegraphendirektion. 1952 erwarb sie über Abendschulen die Fachprüfung im Postdienst.
1950 trat Oschmalz der SPÖ bei. 1955 wurde sie im Österreichischen Gewerkschaftsbund (ÖGB) Angestellte und Mitglied im Landesvorstand des ÖGB. Von 1960 bis 1977 war sie auch Mitglied in der Kärntner Kammer für Arbeiter und Angestellte.
Im Juli 1974 wurde Oschmalz in Wien als Mitglied des Bundesrats vereidigt. Als Bundesrätin war sie jedoch nur acht Monate, bis März 1975, tätig.

## Auszeichnungen
- Großes Ehrenzeichen des Landes Kärnten